# Gianni Pettena
Gianni Pettena, né Giovanni le 23 août 1940 à Bolzano, est un architecte, artiste et historien de l'architecture italien. 

## Biographie
Né le 23 août 1940 à Bolzano, Gianni Pettena est diplômé en 1968 de la faculté d'architecture de Florence, où il commence à enseigner en 1973 et où il est professeur d'histoire de l'architecture contemporaine jusqu'en 2008. Depuis les années 1980, il enseigne également à la Domus Academy de Milan et à la California State University de Florence. Il occupe également des postes d'enseignement et organise des séminaires et des conférences dans de nombreuses universités et écoles de design et d'architecture aux États-Unis et en Grande-Bretagne, où il est toujours actif en tant que conférencier et critique invité. 